# نفل حرشفي
النفل الحرشفي (باللاتينية: Trifolium scabrum) نوع نباتي من جنس النفل من الفصيلة البقولية.

## الموئل والانتشار
موطنه الأصلي بلاد الشام والمغرب العربي إلى تركيا ومعظم مناطق أوروبا والقوقاز.